# The Cure (cântec)
„The Cure” este un cântec al interpretei și textierei americane Lady Gaga. Piesa a fost compusă de Gaga, DJ White Shadow, Nick Monson, Lukas Nelson, și Mark Nilan, în timp ce producția a fost aranjată de Detroit City, Gaga și Monson. Melodia a rezultat în urma energiei pozitive dintre colaboratori, construindu-l drept un răspuns pentru atrocitățile ce au loc în jurul lumii. „The Cure” a fost creat în Los Angeles, California, de către Gaga și echipa ei, dorindu-și să lucreze la câteva cântece înainte ca solista să fie ocupată cu filmarea lungmetrajului S-a născut o stea. Consistând în sunetele unor degete pocnind și un instrumental dance electronic, piesa este compusă în jurul unui sunet specific genului muzical R&B. Din punct de vedere al versurilor, melodia vorbește despre efectele vindecătoare ale iubirii, cântăreața fiind cea care administrează antidotul.
„The Cure” a fost lansat la 16 aprilie 2017 drept un disc single fără album sub egida casei de discuri Interscope Records, după ce Gaga a interpretat piesa la festivalul Coachella, fiind, de asemenea, capul de afiș al evenimentului. Artista a inclus ulterior melodia în lista cântecelor pentru turneul Joanne World Tour din anul 2017. Criticii de specialitate au examinat lansarea neașteptată a single-ului, considerându-l o abatere de lansările anterioare ale cântăreței și lăudând natura antemică a compoziției. Din punct de vedere comercial, „The Cure” a devenit un șlagăr de top 10 în clasamentele din Australia, Franța, Scoția, Slovacia, Ungaria și Venezuela, clasându-se totodată în top 20 în Cehia, Letonia, Liban, Malaysia și Regatul Unit.

## Informații generale
„The Cure” a fost compus după interpretarea lui Gaga din cadrul pauzei meciului de fotbal Super Bowl LI. Aceasta lucrat împreună cu îndelungatul colaborator DJ White Shadow (cunoscut sub numele de Paul Blair) la cântec. Producătorul a amintit faptul că, în timp ce stătea împreună cu solista, acesta a simțit o energie pozitivă, determinându-i să compună melodia care, în opinia lui Blair, este „optimistă și drăguță”. Contribuția lor a fost inspirată de „lucrurile teribile care au loc în lume în zilele noastre, iar atunci când ești alături de o persoană creativă, dai tot ce ai mai bun ca să combați forțele răului cu lucruri frumoase și creative, cam acesta a fost atmosfera”. Gaga și echipa ei au decis să lanseze single-ul fără a aparține vreunui material discografic, de îndată ce producția a fost finalizată.
Melodia a fost dezvoltată în Los Angeles, acolo unde solista și echipa ei au lucrat la câteva cântece, înainte ca aceasta să înceapă filmările peliculei S-a născut o stea, jucând rolul principal feminin. Gaga și-a utilizat timpul liber din program pentru a se întâlni cu Blair și a lucra la câteva piese noi. „The Cure” a fost lansat datorită naturii pozitive și a mesajului pe care îl transmite, deși cântăreața și-a lansat cel de-al cincilea ei album de studio, Joanne, cu șase luni în urmă. Potrivit lui Jocelyn Vena de la canalul TV Bravo, „The Cure” amintește de piesele dance-pop ale cântăreței. Producătorul Blair a explicat faptul că lansarea a avut loc în urma unui acord între toate persoanele care au lucrat la melodie: „Joanne este un album grozav... nu am stat acolo gândindu-ne «Oh, chiar trebuie să facem un cântec pentru perioada verii și să-l lansăm weekend-ul acesta»”.

## Music and lyrics

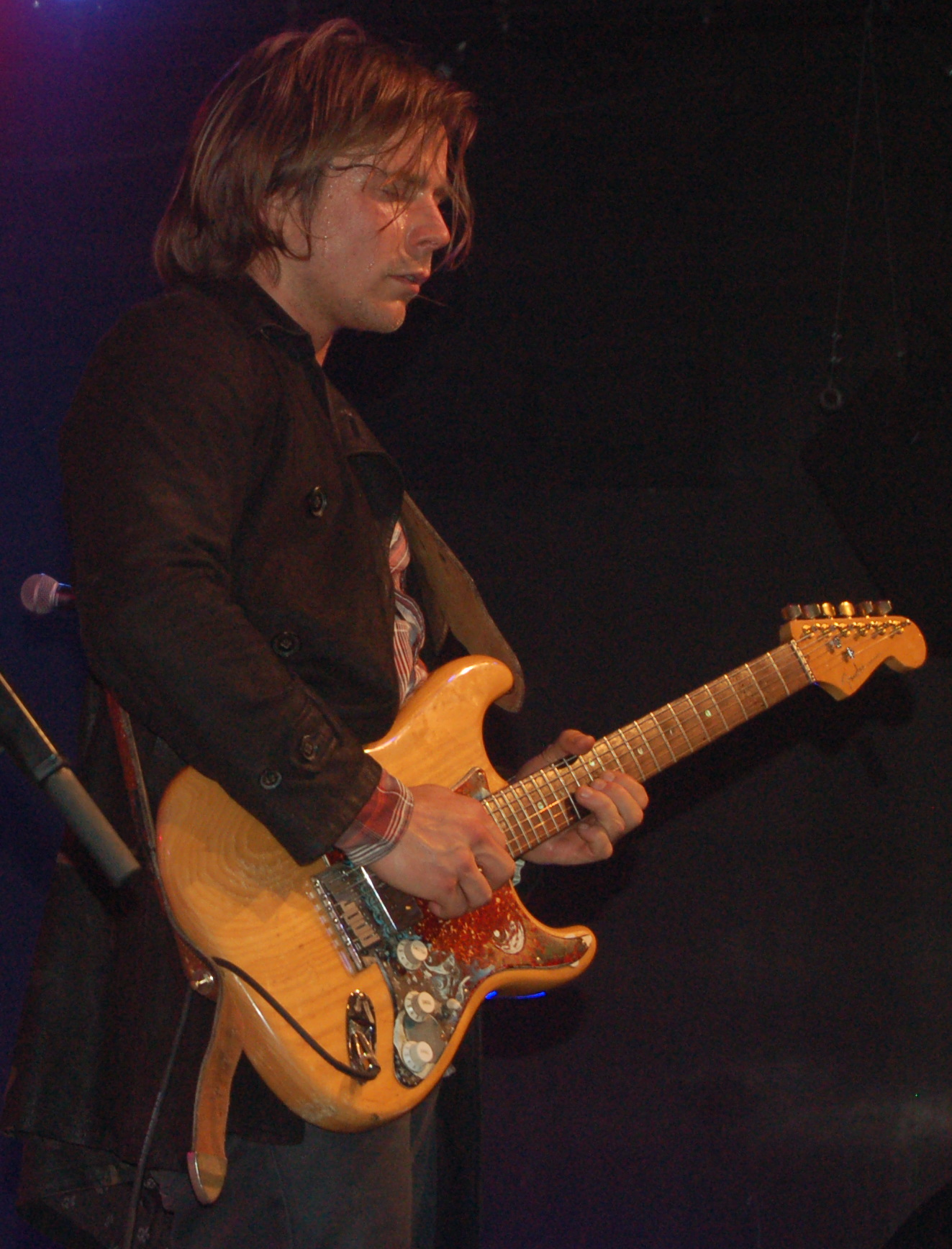
Lukas Nelson, unul dintre textierii piesei „The Cure”.

Lady Gaga a compus „The Cure” împreună cu Blair, Lukas Nelson, Mark Nilan și Nick Monson, în timp ce producția a fost realizată de Gaga și Monson, alături de duo-ul relativ necunoscut Detroit City. Aceștia și-au prezentat propriul material echipei cântăreței, fiind ulterior angajați drept producători pentru melodie. Din punct de vedere muzical, piesa începe încet; primul vers este acompaniat de sunetele unor degete pocnind și un instrumental electronic dance. Un redactor de la ziarul The Guardian a spus că melodia „este construită pe baza unui ritm R&B, înainte de a se transforma într-un refren pop”. „The Cure” a fost descris drept un cântec synth-pop și pop-soul. cu un tempo moderat și influențe din muzica dancehall Alexa Camp de la publicația Slant Magazine a comparat vocea accelerată a lui Gaga cu single-ul „Sorry” a lui Justin Bieber din 2015, ambele având un ritm tropical house. Potrivit unei partituri publicate pe Musicnotes.com, cântecul are un tempo moderat de 100 de bătăi pe minut. Compus în tonalitatea La♭ major, vocea artistei variază de la nota La♭3 nota Mi♭5. „The Cure” urmărește o progresie de acorduri de Fa minor7–La♭ major7–Re♭ major7–Mi♭ în versuri, și Fa minor–Re♭–Mi♭–La♭ în refren.
Din punct de vedere al versurilor, cântecul vorbește despre efectele vindecătoare ale iubirii. Într-un articol publicat în revista Bustle, Danielle Jackson a considerat că „The Cure” vorbește despre dragostea fanilor artistei, încurajând-o și susținând-o de-a lungul carierei. În timpul interpretării de la festivalul Coachella, solista a declarat mulțimii: „Vă iubesc atât de mult. Am trecut prin atâtea lucruri în viață, și am văzut atât de multe. Iar voi mă vindecați de fiecare dată cu ajutorul iubirii”. Versurile de început compară muzica cu o cale de scăpare pentru fanii solistei. Această temă este extinsă și în refren, Gaga cântând „If I can't find the cure, I'll, I'll fix you with my love” (ro.: „Dacă nu voi găsi antidotul, te voi vindeca cu dragostea mea”). Cântăreața se consideră o susținătoare a persoanelor care trec prin perioade dificile, lucru evidențiat în versul final „Promise I'll always be there, Promise I'll be the cure” (ro.: „Promit că voi fi mereu aici, Promit că voi antidotul”). Ally Hirschalg de la compania Mic a găsit, de asemenea, alte semnificații a versurilor: o mamă ce îi vorbește copilului, și o persoană care a trecut recent printr-o despărțire, cea din urmă făcând aluzie la despărțirea lui Gaga de fostul ei logodnic, Taylor Kinney, care a avut loc în anul precedent.

## Lansarea și promovarea

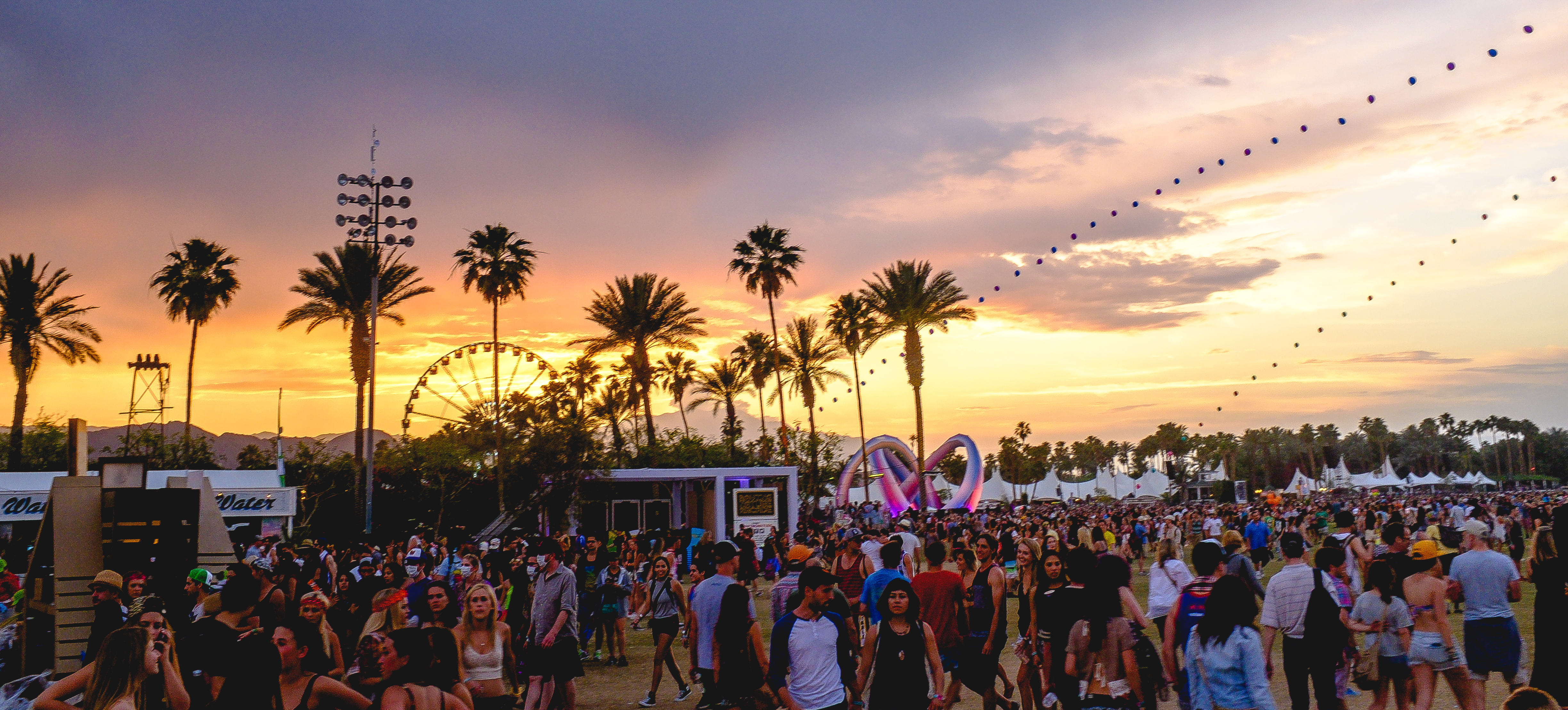
Festivalul muzical Coachella (fotografiat în anul 2014), acolo unde Gaga a dezvăluit în premieră piesa „The Cure”.

În luna martie a anului 2017, s-a anunțat faptul că Gaga o va înlocui pe Beyoncé drept capul de afiș al ediției din 2017 a festivalului muzical Coachella, deoarece aceasta era însărcinată. În timpul spectacolului de la 16 aprilie 2017, cântăreața a declarat publicului: „Sunt foarte entuziasmată în legătură cu următoarea parte a acestui concert, deoarece am încercat să țin asta secret pentru atât de mult timp. Am petrecut timp în studio, și aș avea plăcerea să debutez un cântec nou, «The Cure»”. După interpretarea solistei, piesa a fost pusă la dispoziție pe iTunes, Spotify, Apple Music, Amazon, și Google Play. Melodia a fost trimisă către posturile de radio din Statele Unite la 25 aprilie 2017.
La 1 mai 2017, Gaga a lansat un videoclip cu versuri pentru piesă. Acesta o prezintă pe artistă în centrul ecranului, într-un pătrat mic. Solista stă pe o canapea turcoaz, într-o cameră asemănătoare unui salon. Versurile cântecului se răsucesc în jurul cadrului ce o prezintă pe Gaga, schimbându-și culoarea de la alb la negru și viceversa. Daniel Kreps de la publicația Rolling Stone a spus că „videoclipul de modă provoacă un atac cerebral”. . Jeremy Goron de la revista Spin l-a numit „complet de neînțeles, [doar un text] imposibil de citit ce aleargă în jurul unui cerc în care se află Gaga”. Potrivit lui Joe Anderton de la Digital Spy, natura „psihedelică” a clipului a avut parte de „un răspuns uriaș” pe rețele de socializare, fanii și publicul creând imagini GIF și încorporându-și propriile videoclipuri pe lângă versuri.
După ce piesa a avut premiera la festivalul Coachella, Gaga a adăugat-o pe lista de cântece a turneului mondial Joanne World Tour (2017-2018), fiind ultima melodie interpretată înainte de bis. La spectacol, artista a purtat un costum mulat împodobit cu cristale și cizme create de Giuseppe Zanotti. La 19 noiembrie 2017, solista a cântat „The Cure” la gala de premii American Music Awards, interpretare transmisă de la concertul care a avut loc în arena Capital One din Washington D.C. Gaga a început concertul stând la pian și mișcându-se gradual către scenă, înainte de a începe să realizeze o coregrafie. Artista a purtat o rochie creată de Azzedine Alaïa în semn de omagiu pentru el, creatorul de modă decedând cu doar o zi înainte de spectacol. Momentul a reprezentat prima interpretare televizată a cântecului, precum și al doilea an consecutiv în care Gaga cântă la ceremonia de premii American Music Awards.

## Recepția criticilor

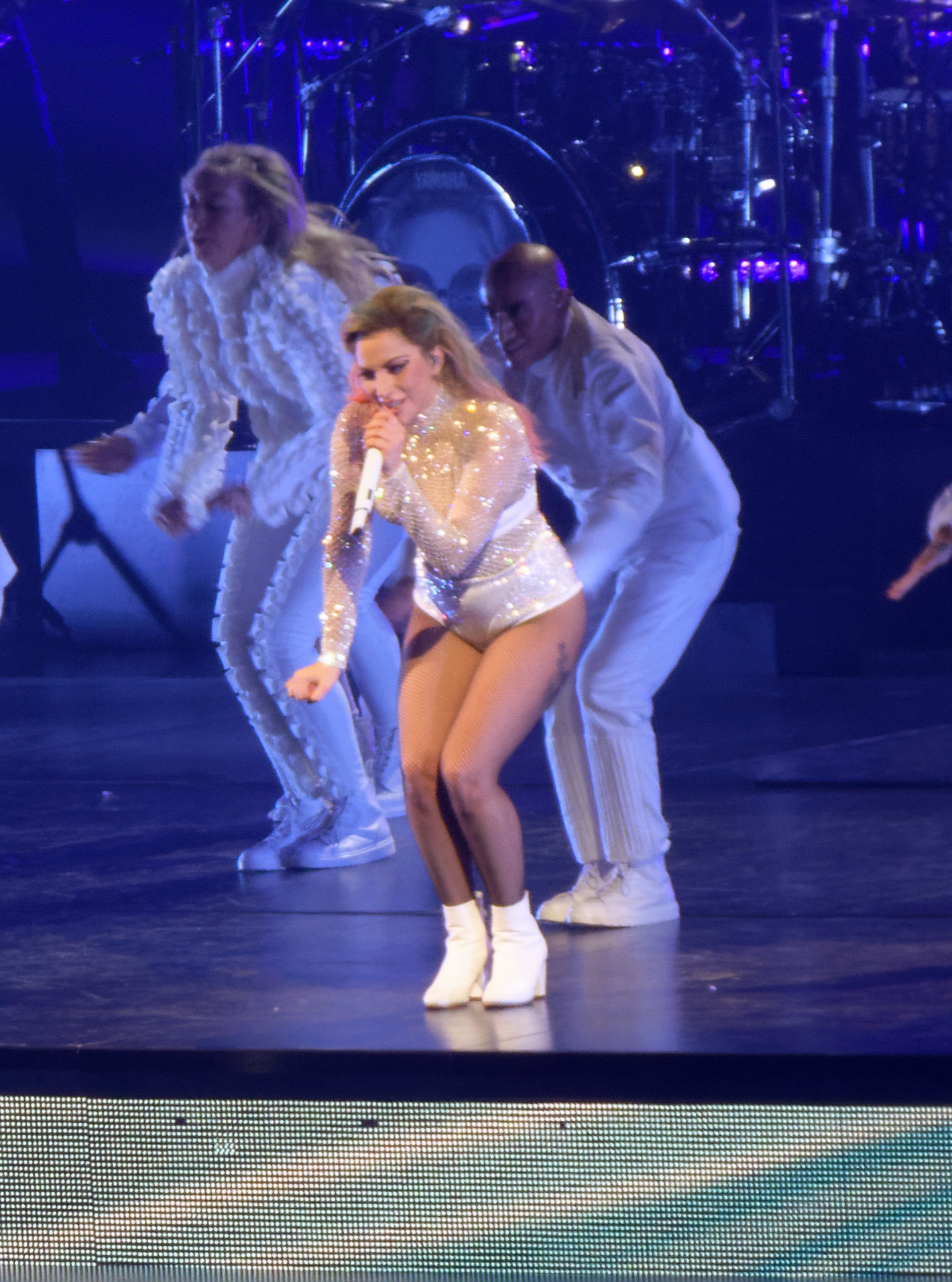
Lady Gaga cântând piesa „The Cure” în turneul Joanne World Tour.

Jason Lipshutz de la revista Billboard a complimentat „tempo-ul mai lent” și atmosfera de „șlagăr nou, chiar la timp pentru vară” pe care piesa o oferă. Cu toate acestea, criticul a opinat că schimbarea stilistică și sonorică de la Joanne la „The Cure” a fost asemănătoare unei „corecții de traseu foarte bruște”, însă „menită să crească anticiparea publicului pentru noul ei turneu”. Hugh McIntyre de la revista Forbes a fost de părere că piesa „este o abatere notabilă de la orice altă melodie lansată de Gaga anterior”. Redactorul a descris cântecul drept „distractiv și atrăgător”, observând, de asemenea, faptul că este mai puțin riscant sau dansabil decât single-uri anterioare precum „Bad Romance”, „Telephone” (2009), „Applause” (2013) sau „Million Reasons” (2016). Melinda Newman de la publicația menționată anterior a scris că „The Cure” ar putea fi calea de întoarcere a lui Gaga către radioul pop, descriind melodia drept „o felie de synth-pop ritmată și instantaneu de contagioasă, cu o linie melodică preluată direct din perioada anilor '80, gata-făcută să răsune în casetofoanele mașinilor în această vară”.
Lior Philips de la revista Consequence of Sound a observat influențe provenite din „muzicalitatea dance” a lui Gaga în „The Cure”, în special în „sunetele degetelor pocnind, producția curată și imaculată, antemicul sintetizator asemănător unui flaut, precum și în remarcabilul registru falsetto [al cântăreței]”. Comparându-l cu piesele formației OneRepublic, Philips a complimentat simplitatea din versurile cântecului, menită să „intensifice starea de spirit”. Într-o recenzie pentru ziarul Los Angeles Times, Mikael Wood a afirmat că „The Cure” este „un șlagăr pop-soul fascinant” ce conține „texturi sintetice” și „aduce aminte de Madonna în perioada piesei «Human Nature»”. Amy Mackelden de la revista Marie Claire a numit melodia „o capodoperă synth-pop care ți se va întipări în minte din primele secunde în care o auzi”, adăugând faptul că: „Versurile sunt foarte inspirante și mulți oameni se pot regăsi în ele, mai ales în refrenul «No matter what you know, I'll fix you with my love» (ro.: «Indiferent de ceea ce știi, te voi vindeca cu dragostea mea»)”. Ian Monroe de la revista V a lăudat piesa pentru versurile sale, numind-o „cântecul verii”.
O recenzie negativă a venit din partea lui Nolan Feeney de la revista Entertainment Weekly, considerând că „The Cure” este o piesă „generică”, asemănătoare cu alte single-uri pop lansate în aceeași perioadă. Cu toate acestea, redactorul a fost de părere că melodia are potențial deoarece „este unul dintre cele mai atractive, captivante și puțin serioase cântece pe care [Gaga] le-a lansat în ultimii ani”. Hardeep Phull de la ziarul New York Post a numit piesa „inutilă”, afirmând faptul că sună „alarmant de generică” iar Gaga „nu se străduiește îndeajuns de mult”. O opinie similară a fost împărtășită de Alexa Camp care, într-un articol publicat de Slant Magazine, a scris că „versurile piesei sunt compuse pe baza unor banalități pop generice despre devotament necondiționat pe care nu merită să le cităm aici, devenind și mai nememorabile datorită unui refren generic și o interpretare vocală lipsită complet de viață din partea lui Gaga”. În decembrie 2017, revista Billboard a clasat „The Cure” pe locul 100 în lista celor mai bune cântece ale anului.

## Performanța în clasamente
În Statele Unite, „The Cure” a debutat pe poziția sa maximă, locul 39, în clasamentul Billboard Hot 100, devenind cel de-al 20-lea single al solistei care ajunge în top 40. Plasarea a fost susținută de cele 79.000 de exemplare digitale vândute, oferindu-i astfel locul trei în ierarhia Digital Songs. „The Cure” a petrecut un total de 14 săptămâni în Hot 100. În clasamentele radio monitorizate de revista Billboard, cântecul a debutat pe locul 39 în topul Mainstream Top 40. Single-ul a continuat să urce, ajungând mai târziu pe locul 20. În clasamentul  Adult Pop Songs, single-ul a ocupat locul 17. Până în septembrie 2017, „The Cure” s-a vândut în 407.215 de exemplare în Statele Unite, conform Nielsen SoundScan. Single-ul a fost premiat cu discul de platină de către Recording Industry Association of America (RIAA) pentru cele peste un milion de unități echivalente vândute. În Canada, piesa a debutat pe locul 49 în topul Canadian Hot 100, ajungând ulterior pe locul 33 în cea de-a patra săptămână de prezență în clasament.
În Regatul Unit, „The Cure” s-a vândut în 12.774 de copii digitale, debutând pe locul 4 în ierarhia UK Download Chart. Melodia a fost redată, de asemenea, de 889.730 de ori cu ajutorul serviciilor de streaming, oferindu-i astfel un debut în clasamentul UK Singles Chart pe locul 23, cu un total de 18.705 de unități echivalente vândute. În următoarea săptămână, piesa a urcat pe locul 19, înregistrând vânzări de 20.978 de unități echivalente. Două luni mai târziu, cântecul a primit discul de argint din partea British Phonographic Industry (BPI), denotând cele peste 200.000 de unități echivalente vândute în Regatul Unit. În Australia, „The Cure” a debutat pe locul 17 în clasamentul ARIA Singles Chart, urcând către locul 10 în săptămâna următoarea. A devenit primul single a lui Gaga ce reușește să ajungă în top 10 de la „The Edge of Glory”, piesă care a ocupat anterior locul 2 în anul 2011. Piesa a primit discul de platină din partea Australian Recording Industry Association (ARIA) pentru cele peste 70.000 de exemplare vândute.

## Ordinea pieselor
- Descărcare digitală[3]

1. „The Cure” – 3:31

## Acreditări și personal
Persoanele care au lucrat la cântec sunt preluate de pe iTunes Store.
- Lady Gaga – voce principală, textier, producător
- Nick Monson – textier, producător
- Paul „DJ White Shadow” Blair – textier
- Lukas Nelson – textier
- Mark Nilan – textier
- Detroit City – producător

## Prezența în clasamente
| Țară (clasament)                                    | Poziția maximă | Referință |
| --------------------------------------------------- | -------------- | --------- |
| Australia (ARIA)                                    | 10             | [ 45 ]    |
| Austria (Ö3 Austria)                                | 37             | [ 47 ]    |
| Belgia (Ultratop 50 Flandra)                        | 30             | [ 48 ]    |
| Belgia (Ultratop 50 Valonia)                        | 39             | [ 49 ]    |
| Canada (Canadian Hot 100)                           | 33             | [ 50 ]    |
| Canada (AC)                                         | 36             | [ 51 ]    |
| Canada (CHR/Top40)                                  | 22             | [ 52 ]    |
| Canada (Hot AC)                                     | 15             | [ 53 ]    |
| Cehia (Rádio Top 100)                               | 38             | [ 54 ]    |
| Cehia (Singles Digitál Top 100)                     | 20             | [ 54 ]    |
| Coreea de Sud (GAON Download)                       | 57             | [ 55 ]    |
| Elveția (Swiss Hitparade)                           | 41             | [ 56 ]    |
| Europa (Euro Digital Songs)                         | 7              | [ 57 ]    |
| Finlanda (Latauslista Download)                     | 2              | [ 58 ]    |
| Franța (SNEP)                                       | 4              | [ 59 ]    |
| Germania (Offizielle Top 100)                       | 57             | [ 60 ]    |
| Grecia (Greece Digital Songs)                       | 3              | [ 61 ]    |
| Irlanda (IRMA)                                      | 25             | [ 62 ]    |
| Italia (FIMI)                                       | 36             | [ 63 ]    |
| Japonia (Japan Hot 100)                             | 23             | [ 64 ]    |
| Letonia (Latvijas Top 40)                           | 19             | [ 65 ]    |
| Liban (Lebanese Top 20)                             | 10             | [ 66 ]    |
| Malaysia (RIM)                                      | 20             | [ 67 ]    |
| Noua Zeelandă (RMNZ Heatseekers)                    | 3              | [ 68 ]    |
| Olanda (Single Top 100)                             | 80             | [ 69 ]    |
| Filipine (Philippine Hot 100)                       | 37             | [ 70 ]    |
| Portugalia (AFP)                                    | 31             | [ 71 ]    |
| Regatul Unit (Official Charts Company)              | 19             | [ 72 ]    |
| Scoția (OCC)                                        | 4              | [ 73 ]    |
| Slovacia (Rádio Top 100)                            | 15             | [ 74 ]    |
| Slovacia (Singles Digitál Top 100)                  | 8              | [ 74 ]    |
| Spania (PROMUSICAE)                                 | 57             | [ 75 ]    |
| Suedia (Sverigetopplistan)                          | 51             | [ 76 ]    |
| Statele Unite ale Americii (Billboard Hot 100)      | 39             | [ 34 ]    |
| Statele Unite ale Americii (Adult Contemporary)     | 28             | [ 77 ]    |
| Statele Unite ale Americii (Adult Top 40)           | 17             | [ 36 ]    |
| Statele Unite ale Americii (Dance Club Songs)       | 23             | [ 78 ]    |
| Statele Unite ale Americii (Dance/Mix Show Airplay) | 33             | [ 79 ]    |
| Statele Unite ale Americii (Mainstream Top 40)      | 20             | [ 37 ]    |
| Ungaria (Rádiós Top 40)                             | 26             | [ 80 ]    |
| Ungaria (Single Top 40)                             | 4              | [ 81 ]    |
| Venezuela (Record Report)                           | 58             | [ 82 ]    |

| Țară (clasament 2017)        | Poziția maximă | Referință |
| ---------------------------- | -------------- | --------- |
| Australia (ARIA)             | 86             | [ 83 ]    |
| Belgia (Ultratop 50 Flandra) | 82             | [ 84 ]    |

## Certificări
| \| Țara \| Vânzări/ puncte \| Certificare \| Referințe \| \| -------------------------------- \| --------------- \| ----------- \| --------- \| \| Australia (ARIA) \| +70.000 \| \| [46] \| \| Italia (FIMI) \| +25.000 \| \| [85] \| \| Regatul Unit (BPI) \| +200.000 \| \| [44] \| \| Statele Unite ale Americii (BPI) \| +1.000.000 \| \| [39] \| | Note - reprezintă „disc de argint”; - reprezintă „disc de aur”; - reprezintă „disc de platină”; |             |           |
| Țara | Vânzări/ puncte                                                                                 | Certificare | Referințe |
| Australia (ARIA) | +70.000                                                                                         |             | [ 46 ]    |
| Italia (FIMI) | +25.000                                                                                         |             | [ 85 ]    |
| Regatul Unit (BPI) | +200.000                                                                                        |             | [ 44 ]    |
| Statele Unite ale Americii (BPI) | +1.000.000                                                                                      |             | [ 39 ]    |

## Datele lansărilor
| Țară                       | Dată            | Format                    | Casă de discuri       | Ref.   |
| -------------------------- | --------------- | ------------------------- | --------------------- | ------ |
| În întreaga lume           | 16 aprilie 2017 | Descărcare digitală       | Interscope            | [ 3 ]  |
| Italia                     | 21 aprilie 2017 | Difuzare radio CHR/Top 40 | Universal             | [ 86 ] |
| Statele Unite ale Americii | 25 aprilie 2017 | Difuzare radio CHR/Top 40 | Streamline Interscope | [ 16 ] |
| Statele Unite ale Americii | 8 mai 2017      | Difuzare radio HAC        | Streamline Interscope | [ 87 ] |